# Colle San Pietro

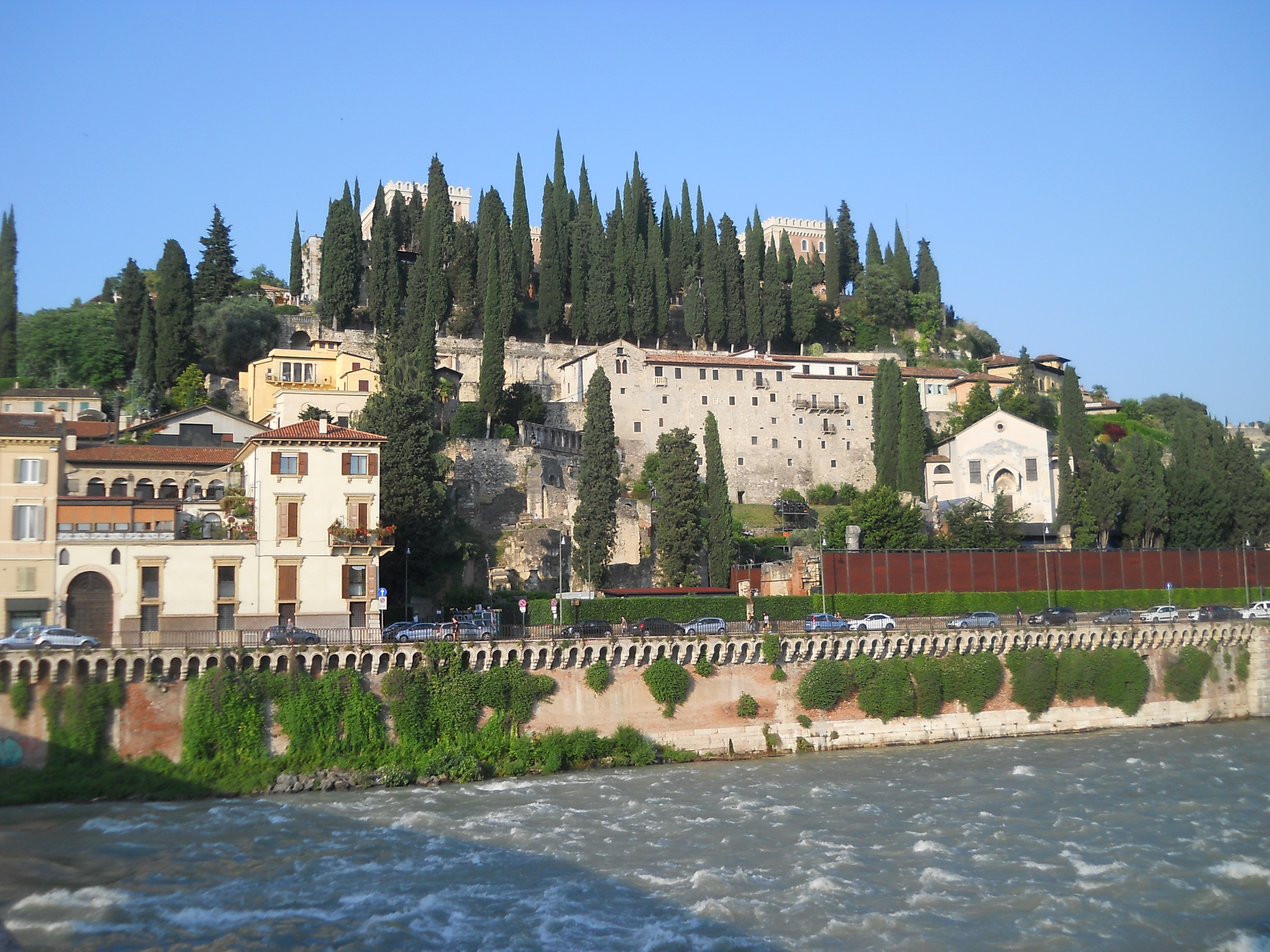
Colle San Pietro

Colle San Pietro è un colle che si sviluppa a nord della città di Verona, cui è stato sempre legato. Il colle è l'appendice meridionale dei monti Lessini, che insieme al monte Baldo formano le Prealpi Veronesi. Il colle si alza per poche decine di metri sopra Verona e la sua importanza è data più dalla storia che lo lega alla città, che da aspetti naturalistici. Si pensa che la parola Verona potrebbe derivare dalla parola italiana di origine etrusca "verone" del significato "terrazza" proprio riferito al colle San Pietro, primo nucleo abitativo.

## Storia antropica

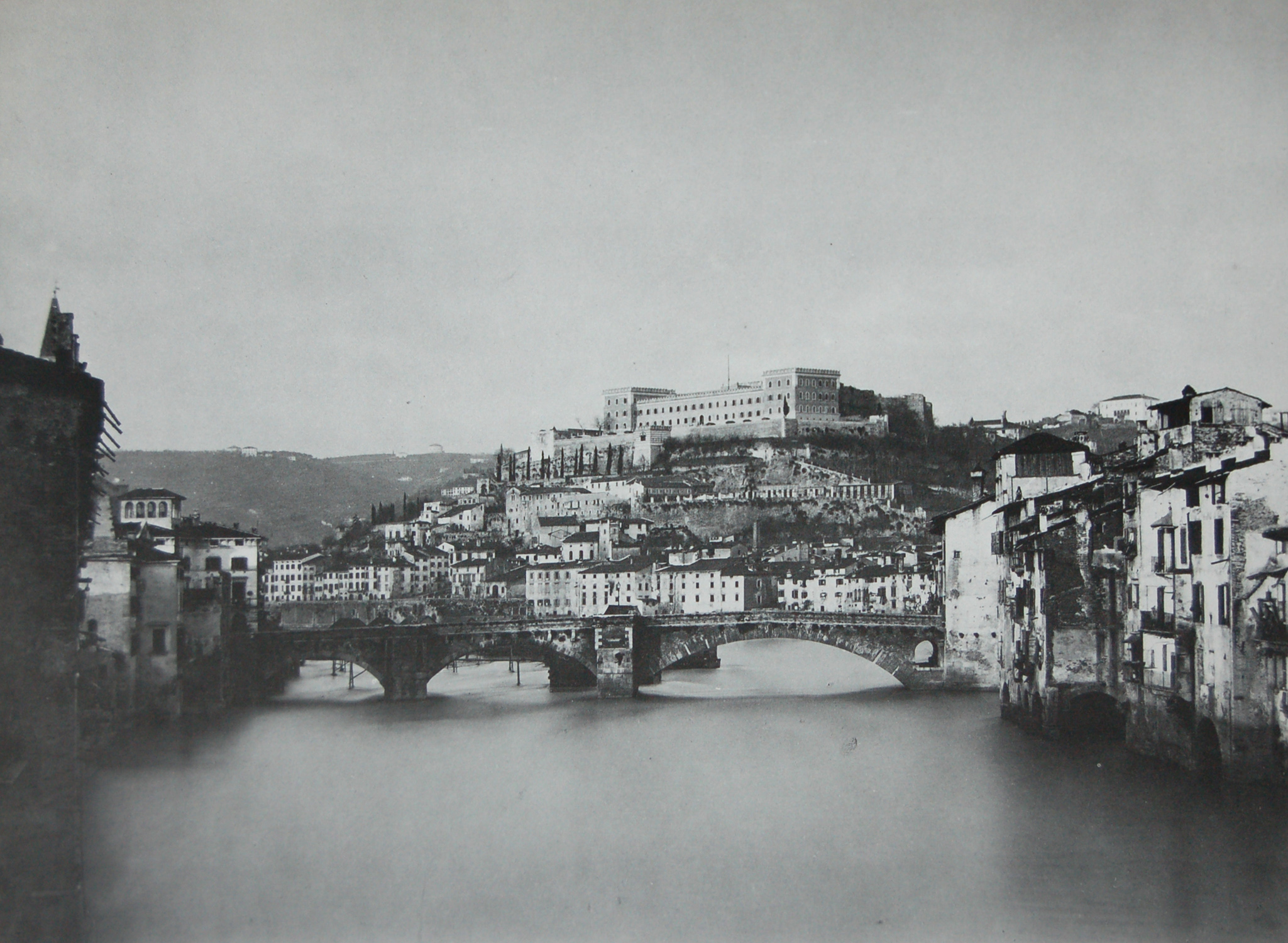
Sullo sfondo il colle in una foto dell'800

Sul colle si sviluppò il primo nucleo abitativo di Verona, fondato probabilmente dai Veneti intorno al VI o V secolo a.C., in una posizione strategica per il controllo del guado sul fiume Adige.
I romani trasferirono il nucleo abitativo nell'ansa dell'Adige e ritrasformarono il colle in senso monumentale: intorno al I secolo a.C. venne costruito il teatro romano di Verona, nel quale sopra la cavea si sviluppavano tre terrazze, una sopra l'altra, larghe all'incirca 120 metri, che si concludevano in una spianata che vedeva un tempio realizzato tramite rapporti di simmetria, che svolgeva anche una funzione scenografica. Il teatro era collegato al resto della città dal ponte Pietra.
Nell'alto medioevo la zona lentamente mutò e nell'area del teatro, ormai non più in uso, si costruirono numerosi edifici, tra cui la chiesa dei Santi Siro e Libera, che letteralmente andarono a coprirlo. Intorno all'VIII secolo, in cima al colle sorse poi una piccola chiesa, dedicata a San Pietro, da cui prese il nome il colle. Attorno a questa, nel XIV secolo, venne costruito su ordine dei Visconti un castello, che venne ultimato nel 1393. Il castello venne ampliato continuamente fino al XVIII secolo, con veri palazzi, polveriere, depositi e fabbricati di vario genere.
Durante la dominazione francese si decise di abbattere tutte le strutture militari sul colle, che vennero rimpiazzate, molti anni dopo, dalla caserma austriaca di Castel San Pietro, presente ancora oggi. Il castello fu progettato e realizzato tra il 1852 ed il 1858, su ordine del feldmaresciallo Radetzky, dai genieri austriaci sotto la supervisione di Conrad Petrasch.
Oggi ai piedi del colle si sviluppa il teatro romano, utilizzato ora per rappresentazioni teatrali, dopo esser stato riportato alla luce tra il 1834 e il 1914 da scavi archeologici che demolirono gli antichi edifici, ormai fatiscenti, che lo coprivano (tranne la chiesetta dei Santi Siro e Libera, mantenuta per il suo valore artistico). Sulle pendici del colle sono invece presenti molte ville, soprattutto del XVIII e XIX secolo. Castel San Pietro, sulla sommità, è raggiungibile a piedi mediante una serie di scalinate che partono dalla base del colle, presso Ponte Pietra, mentre la funicolare costruita negli anni quaranta è stata riaperta nel 2017.